# Enrique Almaraz y Santos
Enrique Almaraz y Santos (ur. 22 września 1847 w La Vellés, zm. 22 stycznia 1922 w Madrycie) – hiszpański duchowny katolicki, arcybiskup Toledo i prymas Hiszpanii, kardynał.

## Życiorys
Święcenia kapłańskie przyjął w 1874 roku w Salamance. Doktorat z teologii uzyskał w 1876 roku i licencjat z prawa kanonicznego w centralnym seminarium duchownym w Salamance. Był kapłanem pracującym w diecezji Salamanka. 19 stycznia 1893 roku otrzymał nominację na biskupa Palencia. Konsekrowany 16 kwietnia 1893 roku w kościele San Isidro w Madrycie przez kard. Ciriaco María Sancha Hervás arcybiskupa Walencji. 18 kwietnia 1907 roku mianowany arcybiskupem metropolitą Sewilli. Na konsystorzu 27 listopada 1911 roku papież Pius X wyniósł go do godności kardynalskiej z tytułem kardynała prezbitera San Pietro in Montorio. Brał udział w konklawe 1914 roku, które wybrało na papieża Benedykta XV. 16 grudnia 1920 roku został przeniesiony na stolicę metropolitalną prymasów Hiszpanii w Toledo. Zmarł 22 stycznia 1922 roku w Madrycie i tego samego dnia zmarł również Benedykt XV. Pochowano go w archikatedrze metropolitalnej w Toledo.